# Tenshi no tamago (film 1985)
Tenshi no tamago (天使のたまご? lett. "L'uovo dell'angelo") è un OAV del 1985, scritto e diretto da Mamoru Oshii, disegnato da Yoshitaka Amano e prodotto dallo Studio Deen e dalla Tokuma Shoten.
Si tratta del primo lavoro di Oshii come regista indipendente e molti dei suoi tratti caratteristici appaiono per la prima volta in questo film (in un articolo di Senses of Cinema, Richard Suchenski affermò che il film poteva essere considerato come una sorta di Stele di Rosetta per interpretare le opere successive di Oshii).
Il film descrive l'incontro tra una bambina e un viaggiatore in un mondo rovinato (incentrato sul mistero di un uovo da lei custodito), contiene pochi dialoghi, ma è disseminato di simboli e citazioni bibliche.

## Trama
In un mondo oscuro e privo di vita, una bambina che protegge un grande uovo incontra un ragazzo sconosciuto, armato di un fucile a forma di croce. Il soldato, dopo aver osservato la discesa dal cielo di una strana figura a forma di occhio, ricoperta da un numero indefinito di statue, si dirige verso la città principale, nei cui dintorni vive la bambina. 
La bambina inizialmente ha paura del ragazzo, ma poi accetta la sua compagnia sperando che possa liberarla dalla sua triste solitudine. Il ragazzo, invece, è interessato al suo uovo, convinto che sia la chiave per svelare i misteri del mondo e il senso della propria esistenza.
Il ragazzo racconta alla bambina una versione alternativa del diluvio universale, in cui la colomba non fa ritorno e gli esseri umani continuano ad attenderla in eterno. In seguito, la bambina lo porta nel suo rifugio, mostrandogli lo scheletro fossilizzato di un enorme volatile, e gli rivela la sua intenzione di covare l'uovo.
Mentre la bambina dorme, il ragazzo le sottrae l'uovo e lo distrugge con la sua arma. Successivamente, abbandona l'edificio. Al suo risveglio, la bambina si rende conto di quanto accaduto e, osservando i frantumi dell'uovo, lancia un urlo disperato. Correndo all'inseguimento del ragazzo, la bambina cade in un corso d'acqua, in fondo a un crepaccio. Immersa nell'acqua, esala un ultimo respiro sotto forma di una miriade di bollicine che, dopo aver raggiunto la superficie, diventano ciascuna un uovo.
Il ragazzo scruta nuovamente la struttura vista all'inizio del film, dove ora è presente anche una statua identica alla bambina, che ancora tiene stretto il proprio uovo. La storia si conclude con una sequenza in cui l'inquadratura si sposta sempre più verso l'alto, fino a mostrare che la terra, su cui si trovavano sia i due protagonisti che la città, non è altro che un minuscolo puntino simile a un'arca capovolta, circondato da un'infinita distesa d'acqua.

## Personaggi
- La bambina (少女?, Shōjo): un'orfana che protegge un uovo misterioso. Vive da sola vicino a una città abbandonata e ha l'abitudine di raccogliere l'acqua del fiume in delle bocce che poi conserva nel proprio rifugio (il numero elevato di ampolle presenti fa intendere che si trovi in quel posto da molto tempo). È doppiata da Mako Hyōdō.
- Il ragazzo (少年?, Shōnen): un soldato che trasporta un'arma a forma di croce; vuole scoprire chi è la bambina e svelare il mistero dell'uovo. Sembra alla ricerca della propria identità e mette in discussione la propria esistenza e quella del mondo che lo circonda. È doppiato da Jinpachi Nezu.

## Colonna sonora
La colonna sonora del film, composta da quattordici tracce, è stata realizzata da Yoshihiro Kanno.

## Ambientazione
La storia è ambientata in un mondo buio e desolato, nei pressi di una città abbandonata in stile gotico. Alla fine del film, la terra su cui si muovono i due protagonisti si rivela essere solo un punto simile allo scafo di una grande arca, immerso in un vasto oceano.
Secondo la storia che il ragazzo racconta nel corso del film, è presumibile che questo mondo sia il risultato di una versione alternativa del diluvio universale, in cui la colomba inviata a cercare terra non è mai tornata. Le persone, che l'hanno aspettata per così tanto tempo, si sono dimenticate dell'esistenza di un mondo precedente al diluvio, tanto che tutti gli animali esistenti si sono trasformati in pietra.

## Analisi
Tenshi no tamago, con pochi dialoghi e ricco di simbolismo, fa leva sulle sole immagini senza dare risposte dirette alle domande che sorgono durante la visione. L'opera si affida a tal punto all'interpretazione personale che lo stesso Oshii affermò di non saper definire esattamente di cosa parlasse il film, spingendo lo spettatore a rivedere l'opera e a trarre le proprie conclusioni.
L'elemento che più caratterizza Tenshi no tamago è l'atmosfera tenebrosa e onirica, ottenuta sia grazie all'ambientazione cupa che ad alcune tecniche (come l'uso del riflesso dell'acqua), che conferiscono un senso di distorsione ed evanescenza. Secondo Cavallaro, la sua natura misteriosa e indecifrabile ne rafforza l'atmosfera sinistra e deprimente, conferendogli una sorta di grazia eterea, ulteriormente esaltata dall'unione tra lo stile d'animazione elegante e l'inquietante colonna sonora di Yoshihiro Kanno.
Visivamente, Tenshi no tamago si distingue grazie all'inconfondibile senso estetico di Yoshitaka Amano e all'unione tra il dolce e il surreale. Si riscontra una contrapposizione tra forme semplici e rigide rispetto a scenari architettonici talmente dettagliati da far concorrenza alle cattedrali gotiche da cui traggono ispirazione. L'ambientazione è strutturata in modo da ingannare l'occhio, portandolo all'inutile ricerca di una destinazione sensoriale tra interminabili rampe di scale, archi, pareti e vicoli. Questa tecnica è portata al suo apice con l'immenso occhio mostrato all'inizio e alla fine del film, apparentemente semplice quando mostrato da lontano, ma che all'avvicinarsi si scopre essere ricoperto da una gran quantità di statue di pietra. 
Tenshi no tamago si distingue anche per la sua deliberata lentezza e la costante presenza di lunghe riprese quasi prive di interruzioni, caratteristiche comuni nei lavori di Oshii. In generale, l'opera dà priorità all'atmosfera rispetto all'animazione in sé, motivo per cui il movimento è limitato e si può avere l'impressione di trovarsi di fronte a un "quadro animato".

### Interpretazioni
Tenshi no tamago è ricco di simboli e riferimenti cristiani, mostrati sia tramite gli oggetti (come l'albero della vita, la colomba, l'arma a forma di croce, la storia dell'Arca di Noè e del diluvio universale) sia attraverso posizioni e gesti (come l'immersione battesimale nell'acqua o le pose statuarie reminiscenti delle sculture cristiane). 
Questi simbolismi hanno dato origine a interpretazioni molto varie, tanto da aver indotto alcuni a affermare che «il significante spesso prevale sul significato». Il film è stato visto sia come allegoria della perdita dell'innocenza (rappresentata dall'uovo custodito dalla bambina), che come sovversione del concetto cristiano di redenzione (poiché il diluvio non ha portato a un nuovo inizio, ma soltanto alla dannazione eterna); la perdita della speranza si allinea anche con la crisi religiosa vissuta da Oshii prima di lavorare al film.
La rottura dell'uovo, elemento ricorrente in molti miti della creazione (in cui la schiusura dell'uovo cosmico porta all'origine dell'universo), può tuttavia essere vista come positiva: nella festività cristiana della Pasqua, si pensa che spezzare il guscio non faccia che liberare le energie benefiche e rigeneranti contenute in esso. In quest'ottica, Cavallaro paragona questa teoria alla nozione buddista della vacuità, una filosofia secondo cui privarsi di una confortante illusione può essere un modo per affermarsi senza farsi ingannare da falsi idoli. Rompere l'uovo sarebbe quindi un atto necessario per accettare la realtà e liberarsi dalle illusioni, e non equivale necessariamente alla perdita di ogni speranza.

## Distribuzione
Il film fu pubblicato, in formato VHS il 15 dicembre 1985, mentre il 22 dicembre dello stesso anno, venne proiettato al Tōhei Hall di Shibuya.

## Accoglienza
Il film fu un insuccesso commerciale, ma per la critica, valse a confermare il talento di Oshii, pur considerandolo un regista ostico da capire. Oshii affermò che, a causa di questi scarsi risultati, non riuscì a trovare lavoro per almeno tre anni e che Tenshi no tamago "è un po' come la sua figlia povera mentre Ghost in the Shell è un'altra figlia che non si sarebbe mai aspettato si sposasse, ma che l'ha fatto".
Richard Suchenski affermò che la creazione di un anime tanto personale e anticommerciale poteva avvenire solo ai picchi della bolla speculativa giapponese, ma che, nonostante lo scarso successo, molti critici e fan di Oshii ritengono Tenshi no tamago il suo capolavoro. Matteo Boscarol, nel suo articolo per Sentieri selvaggi, lo definisce "uno dei film d’animazione più sorprendenti e più dimenticati della storia del cinema"..Chris Beveridge ha incluso Tenshi no tamago nella sua lista dei dieci migliori anime usciti nel 1985.

## Altri media
Nel 1987, alcune scene di Tenshi no tamago vennero usate come base per la produzione di un film live-action post-apocalittico girato negli Stati Uniti e denominato In the Aftermath. Questo film alternava scene originali a scene ridoppiate del film di Oshii; in questa storia, i protagonisti sono un fratello e una sorella, entrambi angeli, che hanno il compito di salvare gli umani sopravvissuti tramite l'utilizzo di un uovo.
L'idea dell'angelo fossilizzato, presente in Tenshi no tamago, venne ripresa da un progetto di Oshii per un film su Lupin III mai andato in porto.